# Llei Helms-Burton
La Llei Helms–Burton, també coneguda com a Cuban Liberty and Democratic Solidarity (Libertad) Act of 1996, és una llei federal dels Estats Units que reforça l'embargament dels Estats Units contra Cuba. La llei va ampliar l'aplicació territorial de l'embargament inicial a les empreses estrangeres que comerciaven amb Cuba, i va penalitzar les empreses estrangeres que presumptament havien “traficat” amb béns que antigament eren propietat de ciutadans nord-americans, però que havien estat confiscats per Cuba després de la revolució cubana. La llei també inclou béns que antigament eren propietat de cubans que, des d'aleshores, han esdevingut ciutadans dels Estats Units.
La llei porta el nom dels seus promotors inicials, el senador Jesse Helms, republicà de Carolina del Nord i el congressista Dan Burton, republicà d'Indiana.
La llei va ser aprovada pel 104è Congrés dels Estats Units el 6 de març de 1996 i promulgada pel 42è president dels Estats Units, Bill Clinton, el 12 de març de 1996. El projecte de llei, presentat a finals del 1995 pel senador Helms, no va prosperar per culpa del filibusterisme dels senadors demòcrates, però va ser reintroduït uns mesos després aprofitant que, el 24 de febrer de 1996, els avions de caça cubans van abatre dos avions privats operats per un grup de suport internacional humanitari de cerca i rescat amb base a Miami anomenat Hermanos al Rescate.
El 16 de juliol de 1996 va entrar en vigor el títol III de la llei i, el president Bill Clinton, fent ús de les seves facultats va ordenar la suspensió temporal per un període de sis mesos. Els presidents posteriors dels Estats Units, George W. Bush, Barack Obama i Donald Trump, van decretar successives pròrrogues temporals a l'aplicació del títol III de la llei.
El març de 2019, el govern del president Trump va admetre, per primer cop des de 1996, la possibilitat de poder interposar demandes als Estats Units contra les empreses cubanes incloses en una llista elaborada pel Departament d'Estat. Poc després, el Secretari d'Estat dels Estats Units, Mike Pompeo, va anunciar que l'administració Trump implementaria la totalitat del títol III de la Llei Helms–Burton. El 2 de maig de 2019 es va confirmar la reactivació de la llei.

## Contingut
Aquesta llei inclou una àmplia varietat de disposicions destinades a provocar «una transició pacífica cap a una democràcia representativa i una economia de mercat a Cuba»:
- Sancions internacionals contra el govern cubà. Embargament econòmic, qualsevol empresa que no sigui nord-americana que tracti econòmicament amb Cuba pot ser objecte d'accions legals i que els seus dirigents tinguin vetada l'entrada als Estats Units. Es poden aplicar sancions a empreses no americanes que comercialitzin amb Cuba. Això vol dir que les empreses que operen internacionalment han de triar entre Cuba i els EUA, que és un mercat molt més gran.

- Oposició dels Estats Units contra la pertinença cubana a les institucions financeres internacionals.

- Emissió televisiva des dels Estats Units a Cuba.

- Autorització del suport dels Estats Units a "grups democràtics i de drets humans" i observadors internacionals.

- Declara la política dels Estats Units cap a un "govern de transició" i un "govern elegit democràticament" a Cuba.

- Protecció dels drets de propietat de determinats ciutadans dels Estats Units.

- Exclusió de determinats estrangers dels Estats Units, principalment alts funcionaris o grans propietaris d'accions, i les seves famílies, d'empreses que fan negocis a Cuba amb propietats expropiades a ciutadans nord-americans. Fins ara, s'han exclòs executius d'Itàlia, Mèxic, Canadà, Israel i el Regne Unit.[1]

- Dona atribucions al poder legislatiu per anul·lar les cancel·lacions d'embargaments del poder executiu, tot i que un veto legislatiu havia estat dictaminat inconstitucional pel Tribunal Suprem tretze anys abans.

- Prohibeix la finalització de la central nuclear del Juragua.

- Disposicions per a la retirada del personal de l'antiga Unió Soviètica de les instal·lacions d'intel·ligència militar, incloses les instal·lacions de Lourdes i Cienfuegos.

- Prohibeix el reconeixement d'un govern de transició a Cuba que inclogui Fidel o Raúl Castro.

- Prohibeix el reconeixement d'un govern cubà que no ha proporcionat cap compensació per a reclamacions certificades dels Estats Units contra béns confiscats, definits com a propietats no residencials amb un valor superior a 50.000 dòlars el 1959.

- Disposicions d'extradició o de lliurament als Estats Units de totes les persones sol·licitades pel Departament de Justícia dels Estats Units per delictes comesos als Estats Units.[1]

## Sumari
Títol I: Enfortiment de les sancions internacionals contra el govern de Castro.
Reforça les sancions contra l'actual govern cubà. Entre moltes altres disposicions, es codificarà l'embargament dels Estats Units sobre transaccions comercials i financeres que podien tenir vigència des de l'administració Kennedy.
Títol II: Assistència a una Cuba lliure i independent.
Descriu la política dels Estats Units en matèria d'assistència a una Cuba lliure i independent. Obliga el president a elaborar un pla per proporcionar assistència econòmica a un govern de transició o democràtic a Cuba.
Títol III: Protecció dels drets de propietat dels ciutadans dels Estats Units.
Crea una causa d'acció privada i autoritza els nacionals estatunidencs a reclamar les propietats confiscades per Cuba i presentar demandes als tribunals nord-americans contra persones que puguin "traficar" amb aquestes propietats. Les taxes de les demandes del títol III estan fixades pels tribunals nord-americans a 6.458 dòlars (a partir del desembre de 2016), un nivell que desaconsellaria totes les reclamacions serioses. La llei atorga al president l'autoritat de suspendre les disposicions de les demandes judicials per períodes de fins a sis mesos si és necessari per a l'interès nacional dels Estats Units i per agilitar una transició democràtica a Cuba.
Títol IV: Exclusió d'estrangers.
Exigeix la denegació dels visats i l'exclusió dels Estats Units a les persones que, després del 12 de març de 1996, van confiscar o "traficar" amb béns confiscats a Cuba reclamats per nacionals nord-americans. L'objectiu d'aquesta disposició és protegir l'estatus de les propietats confiscades i donar suport a les sancions existents contra el règim actual. El Departament d'Estat revisa una àmplia gamma d'activitats econòmiques a Cuba per determinar l'aplicabilitat del títol IV. Els resultats d'aquest esforç apareixen no només en les determinacions reals del "tràfic", sinó també en la dissuasió per invertir en propietats confiscades dels Estats Units i en l'agudització de la incertesa d'invertir a Cuba.

## Historial legislatiu
| Dates                   |                                                                        |
| Dinou d'octubre de 1995 | Aprovació al Senat, 74–24                                              |
| Sis de maig de 1996     | Aprovació al Congrés 336-86                                            |
| Dotze de març de 1996   | El president Bill Clinton signa i promulga la Llei.                    |
| Setze de juliol de 1996 | El president Bill Clinton suspèn temporalment el Títol III de la Llei. |
| Dos de maig de 2019     | El president Donald Trump activa el Títol III de la Llei.              |

## Reaccions
La Llei Helms–Burton va ser condemnada pel Consell d'Europa, la Unió Europea, Gran Bretanya, Canadà, Mèxic, Brasil, Argentina i altres aliats dels Estats Units que gaudeixen de relacions comercials normals amb Cuba. Els governs van argumentar que la llei era contrària a l'esperit del dret internacional i la sobirania.
Després d'una denúncia de la Unió Europea davant l'Organització Mundial del Comerç, es va constituir un grup especial de solució de conflictes. Posteriorment, es va suspendre la tasca del grup per trobar una solució mitjançant negociacions. Després d'un any, el tribunal va perdre la jurisdicció sobre aquesta qüestió i la UE no va continuar amb la qüestió davant l'OMC.
La llei també va ser condemnada per grups humanitaris contraris a les sancions, ja que consideraven que les sancions contra un país sencer només perjudicaven la població innocent.
La llei preveia només indemnitzacions per a les reclamacions més importants, principalment de les grans empreses multinacionals (valorades en aproximadament 6.000 milions de dòlars). No preveia les reclamacions d'individus de la comunitat cubanoamericana exiliada, les residències personals de les quals van ser confiscades.
La Unió Europea va introduir un Reglament del Consell (llei que obliga tots els estats membres) que declarava que les disposicions extraterritorials de la Llei Helms–Burton no podien ser aplicables a la UE i permetien recuperar els danys que li fossin infringits. La llei de la UE també aplicava sancions contra les empreses nord-americanes i els seus directius si presentaven denúncies basades en el títol III.
El Regne Unit va introduir modificacions legals a la llei de protecció dels interessos comercials de 1980 i va incloure sancions per a contrarestar les disposicions extraterritorials de la Llei Helms–Burns.
Mèxic va aprovar, l'octubre de 1996, la Llei de protecció del comerç i les inversions de polítiques estrangeres que contravenien la llei internacional amb l'objectiu de neutralitzar la Llei Helms–Burton. La llei preveia una multa de 2,2 milions de pesos, o 280.254 dòlars, contra qualsevol que, mentre estigués en territori mexicà, obeís les lleis d'un altre país destinades a reduir el comerç mexicà o la inversió estrangera en un tercer país. Aquesta llei es va utilitzar contra els Sheraton Maria Isabel Hotel i les torres de la ciutat de Mèxic, per pressions del govern dels Estats Units, a l'haver expulsat un grup d'oficials cubans i confiscat els seus fons.
De la mateixa manera, Canadà va aprovar la "Llei per modificar la Llei de mesures extraterritorials estrangeres", una llei per contrarestar l'efecte de la Llei Helms–Burton. A més, es va proposar (però no es va aprovar) el projecte de llei de Godfrey – Milliken que s'inspirava en la Llei Helms–Burton, substituint la revolució cubana per la revolució nord-americana. Un dels seus patrocinadors, el diputat Peter Milliken, va passar a exercir de president de la Cambra Canadenca dels Comuns.